# IAAF Label Road Races 2015

Logo

Die IAAF Label Road Races 2015 waren Laufveranstaltungen, die von der IAAF für 2015 das Etikett Gold, Silber oder Bronze erhielten. 

## Gold
| auch Teil des World Marathon Majors |

| Datum  | Veranstaltung                                       | Distanz    | Sieger                    | Siegerin                   |
| ------ | --------------------------------------------------- | ---------- | ------------------------- | -------------------------- |
| 03.01. | Xiamen-Marathon Xiamen                              | 42,195 km  | Moses Cheruiyot Mosop     | Mare Dibaba                |
| 23.01. | Dubai-Marathon Dubai                                | 42,195 km  | Lemi Berhanu              | Aselefech Mergia           |
| 22.02. | Tokio-Marathon 2015 Tokio                           | 42,195 km  | Endeshaw Negesse          | Berhane Dibaba             |
| 01.03. | Biwa-See-Marathon Ōtsu                              | 42,195 km  | Samuel Ndungu Wanjiku     | –                          |
| 01.03. | World’s Best 10K San Juan                           | 10 km      | Sammy Kirop Kitwara       | Belaynesh Oljira           |
| 01.03. | Roma – Ostia Rom – Ostia                            | 21,0975 km | Robert Kwemoi Chemosin    | Amane Beriso               |
| 08.03  | Nagoya-Marathon Nagoya                              | 42,195 km  | –                         | Eunice Kirwa               |
| 15.03. | Seoul International Marathon Seoul                  | 42,195 km  | Wilson Loyanae Ekupe      | Guteni Shone               |
| 22.03. | Lissabon-Halbmarathon Lissabon                      | 21,0975 km | Mo Farah                  | Rose Chelimo               |
| 22.03. | Rom-Marathon Rom                                    | 42,195 km  | Abebe Negewo              | Meseret Kitata             |
| 28.03. | Prag-Halbmarathon Prag                              | 21,0975 km | Daniel Wanjiru            | Worknesh Degefa            |
| 12.04. | Rotterdam-Marathon Rotterdam                        | 42,195 km  | Abera Kuma                | Asami Katō                 |
| 12.04. | Paris-Marathon Paris                                | 42,195 km  | Mark Korir                | Meseret Mengistu           |
| 12.04. | Vienna City Marathon Wien                           | 42,195 km  | Sisay Lemma               | Maja Neuenschwander        |
| 19.04. | Yangzhou-Jianzhen-Halbmarathon Yangzhou             | 21,0975 km | Mosinet Geremew           | Flomena Cheyech            |
| 20.04. | Boston-Marathon 2015 Boston                         | 42,195 km  | Lelisa Desisa             | Caroline Rotich            |
| 26.04. | London-Marathon 2015 London                         | 42,195 km  | Eliud Kipchoge            | Tigist Tufa                |
| 03.05. | Prag-Marathon Prag                                  | 42,195 km  | Felix Kipchirchir Kandie  | Yebrgual Melese            |
| 10.05. | Great Manchester Run Manchester                     | 10 km      | Stephen Sambu             | Betsy Saina                |
| 23.05. | Ottawa 10K Ottawa                                   | 10 km      | Nicholas Bor              | Gladys Cherono             |
| 20.06. | Olmütz-Halbmarathon Olmütz                          | 21,0975 km | Josphat Kiprop Kiptis     | Mary Jepkosgei Keitany     |
| 05.07. | Gold-Coast-Marathon Gold Coast                      | 42,195 km  | Kenneth Mburu Mungara     | Risa Takenaka              |
| 26.07. | Bogotá-Halbmarathon Bogotá                          | 21,0975 km | Stanley Biwott            | Amane Gobena               |
| 05.09. | Grand Prix von Prag Prag                            | 10 km      | Daniel Chebii             | Peres Jepchirchir          |
| 12.09. | Ústí-Halbmarathon Ústí nad Labem                    | 21,0975 km | Merhawi Kesete            | Peres Jepchirchir          |
| 13.09. | Great North Run Newcastle upon Tyne – South Shields | 21,0975 km | Mo Farah                  | Mary Jepkosgei Keitany     |
| 20.09. | Sydney-Marathon Sydney                              | 42,195 km  | Hisanori Kitajima         | Mirriam Wangari            |
| 20.09. | Carrera de la Mujer Bogotá Bogotá                   | 10 km      | –                         | Belaynesh Oljira           |
| 20.09. | Peking-Marathon Peking                              | 42,195 km  | Mariko Kiplagat Kipchumba | Betelhem Moges             |
| 27.09. | Berlin-Marathon 2015 Berlin                         | 42,195 km  | Eliud Kipchoge            | Gladys Cherono             |
| 04.10. | Great Scottish Run Glasgow                          | 21,0975 km | Moses Ndiema Kipsiro      | Edna Ngeringwony Kiplagat  |
| 11.10. | Chicago-Marathon 2015 Chicago                       | 42,195 km  | Dickson Kiptolo Chumba    | Florence Jebet Kiplagat    |
| 18.10. | Amsterdam-Marathon Amsterdam                        | 42,195 km  | Bernard Kiprop Kipyego    | Joyce Chepkirui            |
| 18.10. | Portugal-Halbmarathon Lissabon                      | 21,0975 km | Nguse Amlosom             | Beatrice Mutai             |
| 18.10. | Lissabon-Marathon Lissabon                          | 42,195 km  | Asbel Kipsang             | Purity Rionoripo           |
| 18.10. | Toronto Waterfront Marathon Toronto                 | 42,195 km  | Ishhimael Chemtan         | Shure Demise               |
| 25.10. | Frankfurt-Marathon Frankfurt am Main                | 42,195 km  | Sisay Lemma Kasaye        | Gulume Tollesa             |
| 25.10. | Great South Run Portsmouth                          | 10 Meilen  | Moses Ndiema Kipsiro      | Vivian Jepkemoi Cheruiyot  |
| 01.11. | New-York-City-Marathon 2015 New York City           | 42,195 km  | Stanley Kipleting Biwott  | Mary Jepkosgei Keitany     |
| 08.11. | Shanghai-Marathon Shanghai                          | 42,195 km  | Paul Kipchumba Lonyangata | Nguriatukei Rael Kiyara    |
| 15.11. | Istanbul-Marathon Istanbul                          | 42,195 km  | Elias Kemboi Chelimo      | Amane Gobena               |
| 06.12. | Fukuoka-Marathon Fukuoka                            | 42,195 km  | Patrick Makau Musyoki     | –                          |
| 06.12. | Singapur-Marathon Singapur                          | 42,195 km  | Julius Kiplimo Maisei     | Doris Chepkwemoi Changeywo |

## Silber
| Datum  | Veranstaltung                         | Distanz    | Sieger                    | Siegerin                |
| ------ | ------------------------------------- | ---------- | ------------------------- | ----------------------- |
| 25.01. | Hong Kong Marathon Hongkong           | 42,195 km  | Sentayehu Merga           | Kim Hye-gyong           |
| 25.01. | Osaka Women’s Marathon Osaka          | 42,195 km  | –                         | Tetjana Hamera-Schmyrko |
| 01.02. | Beppu-Ōita-Marathon Ōita              | 42,195 km  | Tewelde Estifanos         | Chiyuki Mochizuki       |
| 01.02. | Kagawa-Marugame-Halbmarathon Marugame | 21,0975 km | Paul Kuira Mutero         | Eloise Wellings         |
| 05.04. | Daegu-Marathon Daegu                  | 42,195 km  | Girmay Birhanu            | Meselech Melkamu        |
| 11.04. | Great Ireland Run Dublin              | 10 km      | Japhet Korir              | Gemma Steel             |
| 19.04. | Hannover-Marathon Hannover            | 42,195 km  | Cheshari Kirui Jacob      | Souad Aït Salem         |
| 19.04. | Łódź-Marathon Łódź                    | 42,195 km  | Albert Kiplagat Matebor   | Monika Stefanowicz      |
| 26.04. | Madrid-Marathon Madrid                | 42,195 km  | Ezekiel Kiptoo Chebii     | Monica Jepkoech         |
| 26.04. | Dongying-Marathon Dongying            | 42,195 km  | Ernest Kiprono Ngeno      | Helena Loshanyang Kirop |
| 26.04. | Orlen Warsaw Marathon Warschau        | 42,195 km  | Lemi Berhanu              | Fatuma Sado             |
| 17.05. | Gifu-Seiryū-Halbmarathon Gifu         | 21,0975 km | James Rungaru             | Eunice Kirwa            |
| 23.05. | Karlsbad-Halbmarathon Karlsbad        | 21,0975 km | Elijah Tirop Serem        | Mulu Seboka             |
| 24.05. | Ottawa-Marathon Ottawa                | 42,195 km  | Girmay Birhanu            | Aberu Mekuria           |
| 30.05. | Freihofer’s Run for Women Albany      | 5 km       | –                         | Emily Chebet Muge       |
| 06.06. | Budweis-Halbmarathon Budweis          | 21,0975 km | Abraham Cheroben          | Rose Chelimo            |
| 20.09. | Kapstadt-Marathon Kapstadt            | 42,195 km  | Shadrack Kemboi           | Isabella Ochichi        |
| 20.09. | Dam tot Damloop Amsterdam             | 10 Meilen  | Edwin Kiptoo              | Joyce Chepkirui         |
| 18.10. | Valencia-Halbmarathon Valencia        | 21,0975 km | Abraham Cheroben          | Netsanet Gudeta         |
| 18.10. | Great Birmingham Run Birmingham       | 21,0975 km | Chris Thompson            | Dominika Napiera        |
| 25.10. | Marseille – Cassis Marseille          | 20,308 km  | Edwin Kipyego             | Peres Epchirchir        |
| 25.10. | Venedig-Marathon Venedig              | 42,195 km  | Julius Chepkwony Rotich   | Bizuayehu Ehite         |
| 08.11. | Beirut-Marathon Beirut                | 42,195 km  | Jackson Limo Kibet        | Kaltoum Bouaasayriya    |
| 15.11. | Saitama-Marathon Saitama              | 42,195 km  | –                         | Atsede Baysa            |
| 15.11. | Valencia-Marathon Valencia            | 42,195 km  | John Nzau Mwangangi       | Beata Naigambo          |
| 27.12. | Corrida de Houilles Houilles          | 10 km      | Cornelius Kipruto Kangogo | Zerfie Limeneh          |
| 31.12. | San Silvestre Vallecana Madrid        | 10 km      | Mike Kipruto Kigen        | Linet Chepkwemoi Masai  |

## Bronze
| Datum  | Veranstaltung                                          | Distanz    | Sieger                                                               | Siegerin                                                             |
| ------ | ------------------------------------------------------ | ---------- | -------------------------------------------------------------------- | -------------------------------------------------------------------- |
| 18.01  | Houston-Marathon Houston                               | 42,195 km  | Birhanu Gidefa                                                       | Yebrqual Melese                                                      |
| 22.02. | Sevilla-Marathon Sevilla                               | 42,195 km  | Lawrence Cherono                                                     | Filomena Costa                                                       |
| 22.03. | Taipeh-Marathon Taipeh                                 | 42,195 km  | Eliud Kiplagat Barngetuny                                            | Gladys Kipsoi                                                        |
| 12.04. | Brighton-Marathon Brighton                             | 42,195 km  | Duncan Maiyo                                                         | Pennina Wanjiru                                                      |
| 12.04. | Mailand-Marathon Mailand                               | 42,195 km  | Kenneth Mburu Mungara                                                | Lucy Karimi                                                          |
| 12.04. | Santiago-Marathon Santiago de Chile                    | 42,195 km  | Luka Lobuwan                                                         | Inés Melchor                                                         |
| 19.04. | Nagano-Marathon Nagano                                 | 42,195 km  | Henry Chirchir                                                       | Beatrice Jepkemboi                                                   |
| 16.05. | Okpekpe 10km Road Race Okpekpe                         | 10 km      | Alex Korio                                                           | Angela Tanui                                                         |
| 17.05. | Riga-Marathon Riga                                     | 42,195 km  | Haile Tolossa                                                        | Meseret Eshetu                                                       |
| 31.05. | Edinburgh-Marathon Edinburgh                           | 42,195 km  | Peter Wanjiru                                                        | Joan Kigen                                                           |
| 13.05. | Corrida de Langueux Langueux                           | 10 km      | Simon Cheprot                                                        | Gladys Yator                                                         |
| 13.09. | Kopenhagen-Halbmarathon Kopenhagen                     | 21,0975 km | Bedan Karoki Muchiri                                                 | Purity Chrotich Rionoripo                                            |
| 20.09. | Siberian International Marathon Omsk                   | 42,195 km  | Laban Moiben                                                         | Albina Majorowa                                                      |
| 04.10. | Bournemouth-Marathon Bournemouth                       | 42,195 km  | Boaz Kiprono                                                         | Joan Jepchirchir Kigen                                               |
| 11.10. | 20 km von Paris Paris                                  | 20 km      | Stephen Ogari                                                        | Nancy Kimaiyo Kipngetich                                             |
| 08.11. | Marathon des Alpes-Maritimes Nizza                     | 42,195 km  | Barnabas Kiptum                                                      | Rose Jepchumba                                                       |
| 15.11. | Boulogne-Billancourt-Halbmarathon Boulogne-Billancourt | 21,0975 km | abgesagt aufgrund der Terroranschläge vom 13. November 2015 in Paris | abgesagt aufgrund der Terroranschläge vom 13. November 2015 in Paris |
| 29.11. | Libreville-Marathon Libreville                         | 42,195 km  | Luke Kibet Bowen                                                     | Askale Alemayehu                                                     |